# Amerić
Amerić (Servisch cyrillisch Амерић) is een plaats in de Servische gemeente Mladenovac. De plaats telt 807 inwoners (2002).